# اره نواری

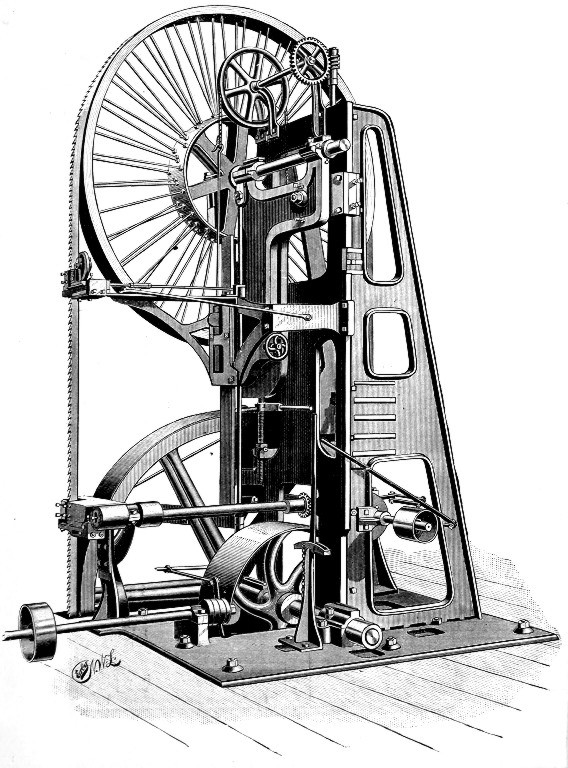
اره نواری قرن ۱۹ میلادی

اره نواری از مهم‌ترین ابزارهای کارگاه صنایع چوب است. نخستین بار طرح اره نواری در سال ۱۸۰۸ در انگلستان به ثبت رسیده‌است. ماشین اره نواری ممکن است، افقی یا عمودی باشد.
از ماشین اره نواری در کارهای مختلفی مانند قوس بری، برش طولی، بریدن چوبهای ظریف، بریدن فاق و زبانه و تبدیل گرده بینه‌های چوب به الوار و تخته، قطع کردن چوبهای ضخیم و سایر کارهای دیگر می‌توان استفاده نمود، و در بعضی از اره‌ها می‌توان کار اره را کج کرده و برشهای زاویه‌ای و زوایای مرکب ایجاد نمود.
انواع اره نواری برای مصارف صنعت فلزکاری نیز طراحی و تولید گردیده است. این نوع اره‌ها با طراحی‌های جدید دارای قابلیت‌های فراوانی هستند که با آن‌ها می‌توان انواع فلزات را با دقت بسیار زیاد برش داد .
اره‌های نواری چند مزیت عمده نسبت به اره لنگ‌ها دارند. این مزایا عبارتند از ایجاد برش باریکتر که موجب اتلاف‌های کمتری می‌شود، برش سریع و کارآمد که نرخ هزینه در هر برش را پائین می‌آورد، و برشکاری هموار و دقیق.

## انواع
اره‌های نواری برقی انواع گوناگون دارند ولی به‌طور کلی در سه دسته اصلی طبقه‌بندی می‌شوند
- ماشین‌های افقی برای قطع کردن
- ماشین‌های عمودی برای برش راست و نیز برش مقاطع با سرعت‌های معمولی
- ماشین‌های عمودی برای برش مواد غیرآهنی و برش اصطکاکی.

این گونه اره‌ها دارای میز کار هستند و در بعضی از آن‌ها گیره‌ای هم برای نگهداشتن قطعه کار وجود دارد. میز کار در همه اره‌های نواری وجود دارد. در ماشین هائی که گیره دارند، گیره روی میز کار بسته می‌شود.
اره‌های صفحه‌ای کم سرعت برای برش فلزات آهنی و ایجاد سطح صاف و صیقلی به کار می‌روند. این اره‌ها در سرعت‌های ۲۵ و ۵۲ دور بر دقیقه یا تیغه‌های با قطر ۲۰ تا ۳۵ سانتی متر کار می‌کنند. گام این تیغه‌ها تابع اندازه قطر آن‌ها است. تیغه اره‌های صفحه‌ای موجود در بازار دارای ۸۰ تا ۳۰۰ دندانه هستند و در نتیجه بعضی از اندازه‌های قطعات را با دقت می‌برند.
اره‌های مخصوص برش مواد غیرآهنی و آلومینیوم برای برش پلاستیک‌های سخت نیز به کار می‌روند. برش فارسی با استفاده از این اره با تلورانس‌های بسیار دقیق انجام می‌شود. سرعت برش این اره‌ها بیش از سرعت اره لنگ‌ها است.
تیغه این گونه اره‌ها به یاری سیستم خنک‌کننده پاششی خنک کاری و روغنکاری می‌شود. بعضی از تیغه‌های این نوع ماشین‌های نوک کاربیدی هستند. این اره برای برش سریع و دقیق فلزات غیرآهنی به کار می‌رود. برای افزایش تولید نیز گیره‌های زودچفت این ماشین‌ها امتیازی برای آن‌ها به‌شمار می‌رود.

## نگارخانه

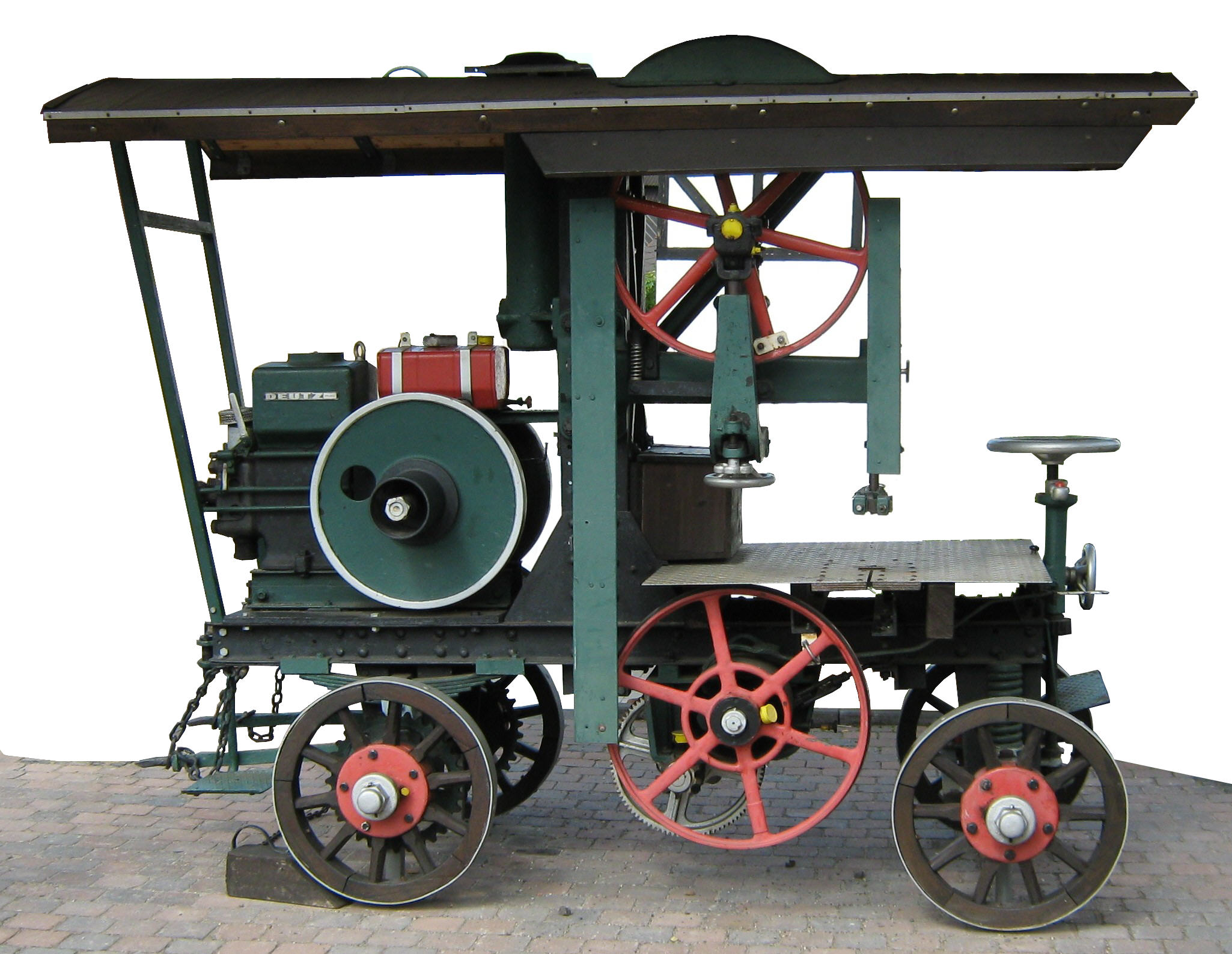